# Eloise, micuța cupidon
Eloise, micuța cupidon (titlu original: Eloise at Christmastime) este un film de Crăciun american din 2003 regizat de Kevin Lima. Rolurile principale au fost interpretate de actorii Julie Andrews, Kenneth Welsh, Debra Monk, Christine Baranski și Sofia Vassilieva. A primit Premiul Asociației Regizorilor Americani pentru cea mai bună regie a unei emisiuni pentru copii. Este bazat pe cartea omonimă din 1958 de Kay Thompson și ilustrată de Hilary Knight.
Filmul este produs de Handmade Films și DiNovi Pictures pentru Walt Disney Television, distribuția fiind gestionată de către ABC Television Network. A fost lansat pe VHS și DVD în 2003 de către Buena Vista Home Entertainment.  În 2009, filmul a fost prezentat în cadrul blocului de programe 25 Days of Christmas de pe canalul ABC Family, dar nu ma este parte a blocului de programe din 2010. Între 2011 - 2013, a fost transmis de Hallmark Channel ca parte a programului lor "Countdown to Christmas".
În film joacă Sofia Vassilieva ca Eloise, o fetiță de șase ani care trăiește într-un apartament de lux la ultimul etaj al Hotelului Plaza din New York.
Povestea are loc imediat după evenimentele din Eloise at the Plaza; Eloise primește un pachet complet de spionat de la prietenul ei Leon; personajul din filmul anterior care a făcut „muncă de spionaj” alături de Eloise.

## Prezentare
Eloise (Sofia Vassilieva) trăiește la ultimul etaj al Hotelului Lobby alături de bunica sa (Julie Andrews). Înainte de Crăciun mama ei o sună de la Paris și îi spune că îi este imposibil să ajungă la hotel deoarece toate avioanele sunt ținute la sol din cauza zăpezii. Între timp, la hotel, fiica proprietarului, Rachel Peabody,  apare cu logodnicul său, Brooks Oliver, dar Eloise își dă seama că acesta este un infractor care urmărește să pună mâna pe averea proprietarului hotelului.  Eloise încearcă să reaprindă dragostea dintre Rachel și Bill, fostul ei prieten. În final, mama lui Eloise apare la hotel pentru a sărbători Crăciunul alături de fiica ei.

## Distribuție
- Sofia Vassilieva - Eloise
- Julie Andrews - Nanny
- Kenneth Welsh - Sir Wilkes
- Debra Monk - Maggie
- Gavin Creel - Bill
- Rick Roberts - Brooks
- Sara Topham - Rachel Peabody
- Corinne Conley - Mrs. Thornton
- Christine Baranski - Prunella Stickler
- Jeffrey Tambor - Mr. Salomone
- Araxi Arslanian - Head of Housekeeping
- Tannis Burnett - Miss Thompson
- Neil Crone - Agent Kringle
- Arlene Duncan - Lily
- Sean Gallagher - Rick
- Graham Harley - Walter
- Colm Magner - Thomas the Maitre'd
- Debra McGrath - Cornelia
- Gerry Quigley - Jerry
- Julian Richings - Patrice
- Cliff Saunders - Max
- Tony Sciara - Assistant Chef Marco
- David Sparrow - Charlie, the 59th Street Doorman
- Victor A. Young - Mr. Peabody

## Vezi și
- Listă de filme de Crăciun de televiziune sau direct-pe-video
- 25 Days of Christmas